# 伯克利 (密蘇里州)
伯克利（英語：Berkeley）是位於美國密蘇里州聖路易斯縣的城市。

## 人口
根據2020年美國人口普查的數據，伯克利的面積為12.87平方千米，當中陸地面積為12.85平方千米，而水域面積為0.02平方千米。當地共有人口8228人，而人口密度為每平方千米639人。